# Jericó, Boyacá
Jericó là một khu tự quản thuộc tỉnh Boyacá, Colombia. Thủ phủ của khu tự quản Jericó đóng tại Jericó Khu tự quản Jericó có diện tích ki lô mét vuông. Đến thời điểm ngày 28 tháng 5 năm 2005, khu tự quản Jericó có dân số 5694 người.